# Hamnholmen, Hangö
Hamnholmen är en ö i Finland. Den ligger i Skärgårdshavet eller Finska viken och i kommunen Hangö i den ekonomiska regionen  Raseborg i landskapet Nyland, i den sydvästra delen av landet. Ön ligger omkring 120 kilometer väster om Helsingfors.
Öns area är 5,4 hektar och dess största längd är 400 meter i öst-västlig riktning.